# Cholimma
Cholimma là một chi bướm đêm thuộc họ Erebidae.